# Everett (Pensilvania)
Everett es un borough ubicado en el condado de Bedford en el estado estadounidense de Pensilvania. En el año 2000 tenía una población de 1.905 habitantes y una densidad poblacional de 684.7 personas por km².

## Geografía
Everett se encuentra ubicado en las coordenadas 40°00′51″N 78°22′24″O / 40.01417, -78.37333.

## Demografía
Según la Oficina del Censo en 2000 los ingresos medios por hogar en la localidad eran de $23,919 y los ingresos medios por familia eran $33,819. Los hombres tenían unos ingresos medios de $26,953 frente a los $16,196 para las mujeres. La renta per cápita para la localidad era de $15,841. Alrededor del 19.2% de la población estaba por debajo del umbral de pobreza.